# Доницетти, Гаэтано
Доме́нико Гаэта́но Мари́я Донице́тти (итал. Domenico Gaetano Maria Donizetti [donidˈdzetti]; 29 ноября 1797, Бергамо, Ломбардия — 8 апреля 1848, там же) — итальянский оперный композитор, автор 68 опер. Один из трёх крупнейших композиторов эпохи бельканто, наряду с Россини и Беллини. Писал оперы на итальянские и французские либретто для театров Италии, Парижа и Вены. Вершины его творчества  — оперы «Любовный напиток», «Лючия ди Ламмермур», «Фаворитка» и «Дон Паскуале». Младший брат композитора Джузеппе Доницетти.

## Биография
Родился в очень бедной семье (отец — сторож, мать — ткачиха). В девять лет поступил в Благотворительную музыкальную школу Симона Майра и стал там лучшим учеником. Майр всячески поддерживал юного музыканта, побуждая его посвятить себя профессиональной музыкальной карьере, и даже сочинил для этого оперу-пастиш «Маленький композитор» (итал. II piccolo compositore di musica; 1811), в которой сам Доницетти и несколько других учеников, в том числе ближайший друг Доницетти Антонио Дольчи, выведены под своими именами, а суть сюжета в том, что главный герой не желает отступать от своего пути; опера была поставлена силами самих учащихся. 

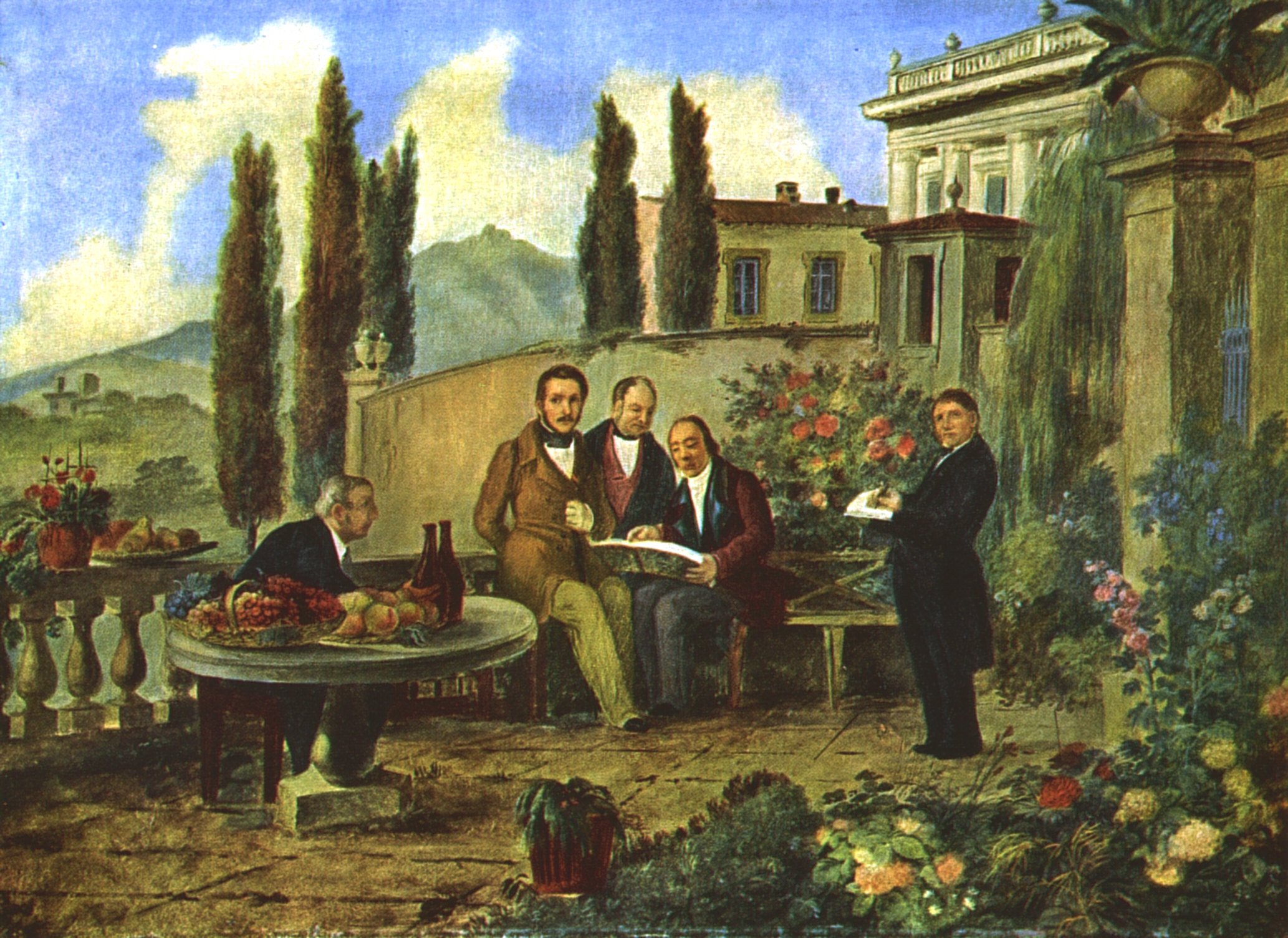
Бергамо, 1840 год. Слева направо: Луиджи Беттинелли, Г. Доницетти, Антонио Дольчи, Симон Майр, Луиджи Делейди

Дальнейшее музыкальное образование Доницетти получил в Болонском музыкальном лицее (1815—1817). Лицей стал особенно знаменитым после того, как за пять лет до этого его окончил Россини. Доницетти учился у того же прославленного педагога — падре Маттеи. На первый экзамен он представил симфонию, которой сам дирижировал, и был удостоен второй премии. За годы обучения были написаны духовные сочинения, инструментальные квартеты, а также три одноактные оперы. Программа выпускного экзамена почти целиком состояла из произведений Доницетти. Его братья уже были призваны в австрийскую армию, и сам Гаэтано избежал такой судьбы только благодаря протекции Майра и финансовой поддержке ломбардских аристократов.
Благодаря успеху Доницетти на конкурсе в Венеции первые его оперы — «Энрико, граф Бургундский» (1818) и «Ливонский плотник» (1819) — были хорошо приняты венецианской публикой, но дальнейшему его успеху долго мешала слава не только Россини, но и Винченцо Беллини (который был на 4 года моложе Доницетти). Правда, когда Беллини умер в 1835 году, реквием для него был заказан не кому иному, как Доницетти.
Широкую известность он приобрёл лишь в 1831 году, после постановки в Милане оперы «Анна Болейн». В 1835 году «Лючия ди Ламмермур» — с характерной для периода романтизма сценой сумасшествия главной героини и фантастическими эффектами — произвела сенсацию и обошла все сцены Европы. После смерти Беллини Доницетти, не видя опасных конкурентов, написал восемь опер, не отличавшихся серьёзными достоинствами. В 1834—1839 годах — профессор консерватории в Неаполе (с 1837 — директор). 

До выдвижения молодого Верди, во многом продолжившего композиторские традиции Доницетти, последний оставался самым успешным и востребованным оперным композитором Италии. В течение 26-летней композиторской деятельности Доницетти написал 68 опер (как серьёзных, так и комических), множество кантат, месс, псалмов и пр. Часто работал в большой спешке, стремясь выпустить оперу к поставленному сроку, и его способность к быстрому сочинению поражала современников. 

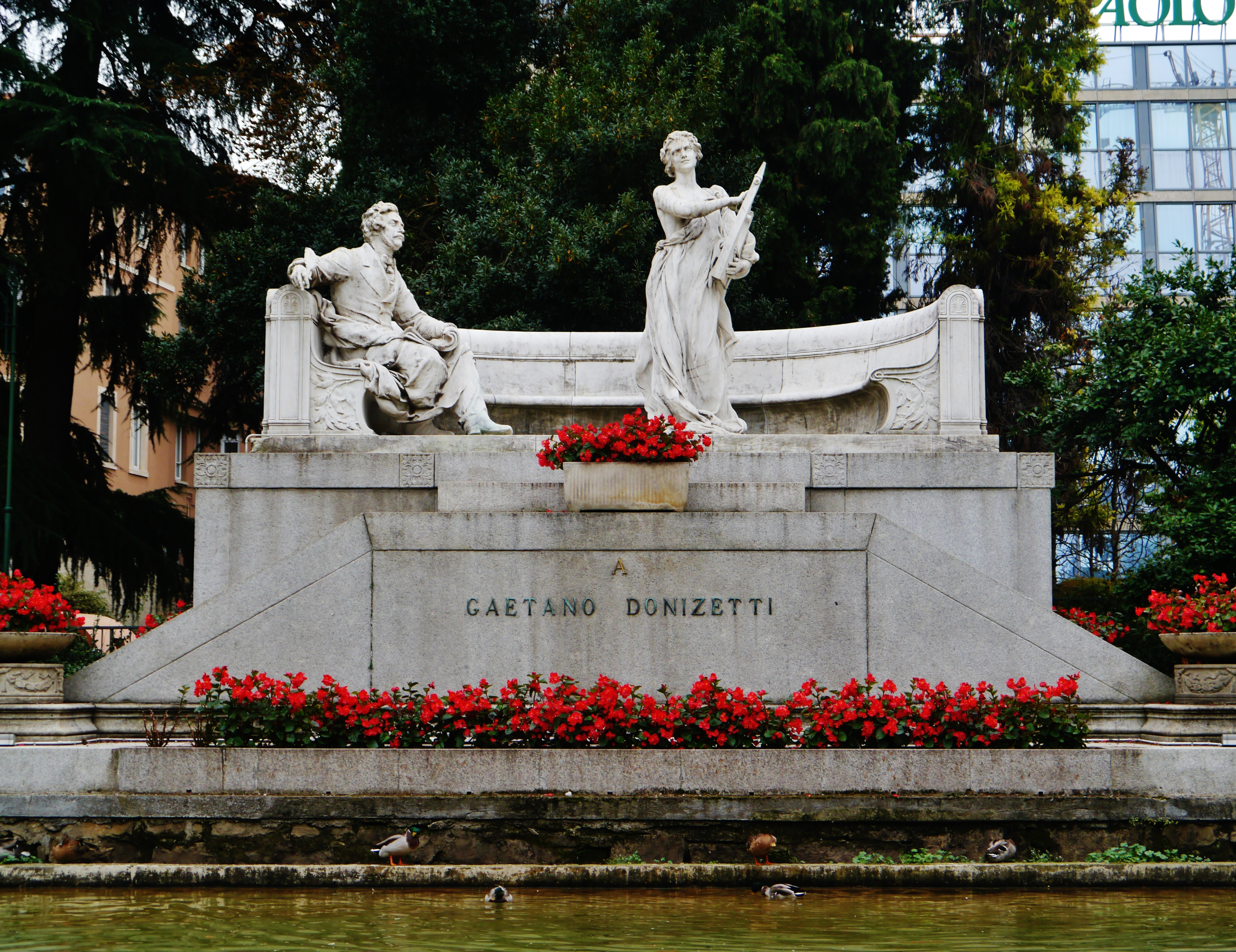
Фонтан с памятником Доницетти напротив театра его имени в Бергамо

Доницетти ценился современниками не только как композитор, но и как дирижёр. По приглашению Россини он дирижировал в 1842 году мировой премьерой его Stabat mater, и в благодарность автор произведения подарил ему алмазные запонки.
С 1840 года Доницетти работал для Парижа. Хотя его «Дочь полка», «Полиевкт» и «Фаворитка» не сразу завладели вниманием парижан, но успех Доницетти, по прошествии некоторого времени, был обеспечен, особенно благодаря написанной менее чем за две недели комической опере «Дон Паскуале» (1843). Рецензируя одну из семи написанных для Парижа опер итальянца, Берлиоз высказывал опасение, что скоро французским композиторам будет негде ставить свои творения: «Теперь вместо „оперные театры Парижа“ следует говорить: „оперные театры господина Доницетти“». Если для Беллини предпочтительным тенором был Рубини, то для Доницетти таковым стал Дюпре.
В начале 1840-х Доницетти работал также в Австрии. В 1842 году для венского Кернтнертортеатра написал оперу «Линда ди Шамуни» (1842) и получил от Габсбургов (которые владели его родным Бергамо) звание придворного капельмейстера. Через год тот же театр поставил «Марию ди Роган». В качестве музыкального директора придворной оперы он поставил несколько опер молодого Верди и свёл с ним знакомство. На многогранность таланта Доницетти указывает непохожесть опер, написанных им для Парижа и для Вены (и ориентированных, разумеется, на вкусы местной публики). 
В 1837 году эпидемия холеры унесла жизнь супруги Доницетти, а все трое их детей умерли в младенчестве. Головные боли и странности в поведении, вызванные сифилисом, постепенно стали отражаться на его творчестве. Его последние оперы — «Дон Себастьян Португальский» и «Катарина Корнаро» — не имели успеха.  После 1844 года Доницетти из-за психического расстройства отошёл от музыки и вернулся в Бергамо. Умер 8 апреля 1848 года в родном городе.

## Творчество
На протяжении значительной части XX века, да и ранее, творчество Доницетти считалось кризисным этапом в развитии итальянской оперы — не особо оригинальным промежутком между блистательными эпохами Россини и Верди. Так, Шарль Гуно видел в его операх «растения, обвивающие здоровый ствол россиниевского творчества, но не обладающие ни его силой, ни его величием», так что «ствол этот кажется исчезающим под мимолётным блеском их эфемерной листвы». Несмотря на обилие резких оценок, наиболее удачные оперы Доницетти вроде «Любовного напитка» никогда не сходили со сцен оперных театров. 
Переоценка наследия композитора произошла во второй половине XX века, с возрождением интереса к феномену бельканто. Доницетти мастерски сочетал мелодическое изящество с драматической остротой: его вокальное письмо гибко переходит от игривости к глубине. Для него свойственны сцены, естественным образом соединяющие интроспективные арии с динамичными ансамблями. Он виртуозно структурирует сцены для нарастания напряжения, используя быстрые переходы между речитативом, арией и ансамблем, чтобы двигать сюжет. Его кабалетты (быстрые заключительные разделы арий) органичнее вписаны в драматургию, чем эффектные номера его предшественника Россини. Как минимум четыре номера из его опер стали легендарными:
- Романс Неморино из «Любовного напитка» (Una furtiva lagrima) — самый известный номер тенорового репертуара бельканто[12]. Исполнялся практически всеми лирическими и лирико-драматическими тенорами.
- Ария безумной Лючии (Il dolce suono) из заключительного акта оперы «Лючия ди Ламмермур» отражает дар композитора к созданию драматического напряжения через рваные мелодии, резкие вокальные скачки и виртуозную вокальную эквилибристику. Часто используется за пределами оперы (например, исполняется в блокбастере «Шестой элемент»).
- Секстет из второго акта «Лючии ди Ламмермур» (Chi mi frena in tal momento) — самый знаменитый оперный ансамбль эпохи бельканто[13], объект множества пародий.
- Ария Тонио (Ah! mes amis, quel jour de fête!) из «Дочери полка» — излюбленное поле для соревнований между тенорами в связи с тем, что кабалетта требует исполнения множественных высоких до. Отражает жизнерадостную, энергичную сторону Доницетти и его комический бравурный стиль.

### Основные оперы

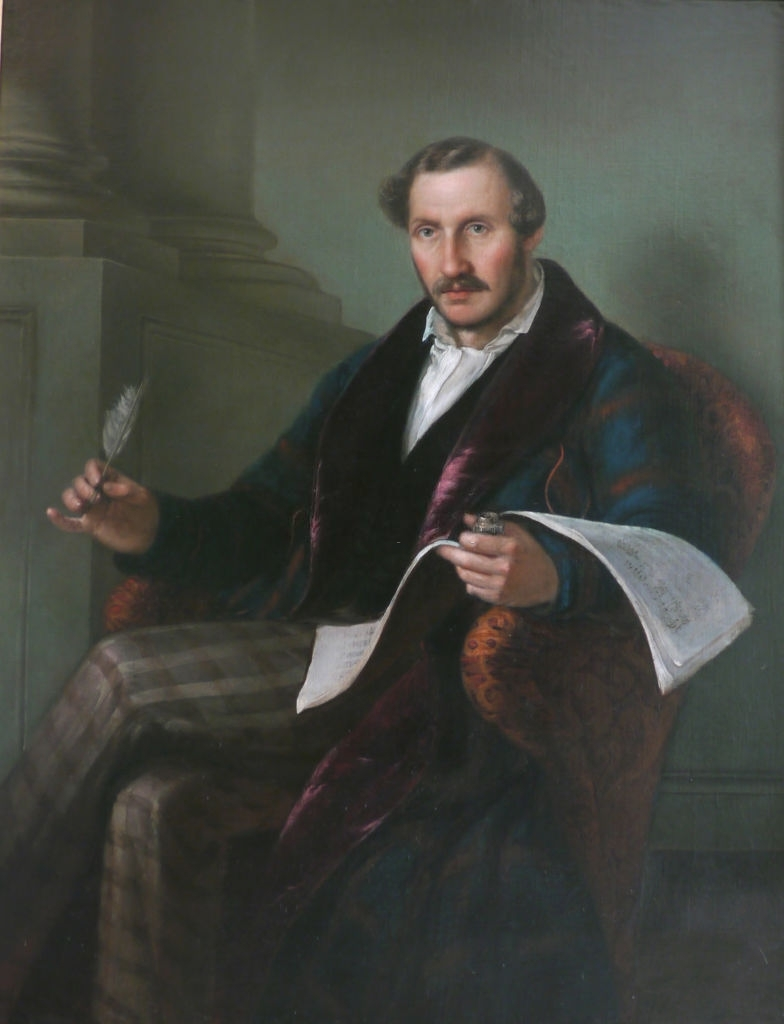
Портрет Гаэтано Доницетти (1848)

- «Сумасбродство» (Una Follia), 1818
- «Бедные странствующие виртуозы» (I piccoli virtuosi ambulanti), 1819
- «Пётр Великий, царь русский, или Ливонский плотник» (Pietro il grande Czar delle Russie о II Falegname di Livonia), 1819
- «Гувернёр в затруднении» (L’ajo nell’imbarazzo), 1824
- «Театральные порядки и беспорядки» (Le convenienze ed inconvenienze teatrali), 1827
- «Анна Болейн» (Anna Bolena), 1830
- «Любовный напиток» (L’elisir d’amore), 1832
- «Лукреция Борджа» (Lucrezia Borgia), 1833. Либретто на основе одноименной пьесы Виктора Гюго
- «Мария Стюарт» (Maria Stuarda), 1834. Либретто на основе одноименной пьесы Шиллера
- «Лючия ди Ламмермур» (Lucia di Lammermoor), 1835. Либретто на основе романа Вальтера Скотта «Ламмермурская невеста».
- «Марин Фальеро» (Marin Falier), 1835.
- «Велизарий» (Belisario), 1836.
- «Колокольчик» (Il campanello или Il campanello di notte), 1836
- «Роберто Деверё» (Roberto Devereux), 1837. По трагедии Франсуа Ансело «Елизавета Английская».
- «Полиевкт» (Poliuto), 1838. По одноименной трагедии Корнеля
- «Мария ди Руденц» (Maria de Rudenz), 1838
- «Дочь полка» (La fille du régiment), 1840
- «Мученики» (Les martyrs), 1840. По «Полиевкту», 1840
- «Фаворитка» (La favorite), 1840. По более ранней собственной опере «L’ange de Nisida».
- «Мария Падилья» (Maria Padilla), 1841. По трагедии Франсуа Ансело
- «Линда ди Шамуни» (Linda di Chamounix), 1842
- «Дон Паскуале» (Don Pasquale), 1843
- «Мария ди Роган» (Maria di Rohan), 1843
- «Дон Себастьян» (Dom Sébastien), 1843. Либретто Эжена Скриба по пьесе П.-А. Фуше

## Книги о Доницетти
- Донати-Петтени Дж.  Гаэтано Доницетти (пер. с итал.)  Л., 1980.
- А. Фраккароли. Гаэтано Доницетти (пер. с итал.) СПб, 2003.
- William Ashbrook. Donizetti and His Operas. Cambridge University Press, 1982.

## Память
«Гаэтано Доницетти» (Gaetano Donizetti) — судно итальянского торгового флота, названо было в честь композитора Гаэтано Доницетти.